# باعي
باعي (بالكردية: Bi’îyê‏) هي قرية سوريّة تتبع إداريّاً لمحافظة حلب منطقة عفرين ناحية مركز عفرين. بلغ تعداد سكانها 626 نسمة حسب التعداد السكاني لعام 2004، و878 نسمة حسب قيود السجل المدني لنهاية عام 2005.